# (100085) 1992 UY4
(100085) 1992 UY4 es un asteroide que forma parte de los asteroides Apolo, descubierto el 25 de octubre de 1992 por Carolyn Shoemaker desde el Observatorio del Monte Palomar, Estados Unidos.

## Designación y nombre
Designado provisionalmente como 1992 UY4.

## Características orbitales
1992 UY4 está situado a una distancia media del Sol de 2,653 ua, pudiendo alejarse hasta 4,304 ua y acercarse hasta 1,003 ua. Su excentricidad es 0,621 y la inclinación orbital 2,690 grados. Emplea 1579 días en completar una órbita alrededor del Sol.

## Características físicas
La magnitud absoluta de 1992 UY4 es 17,8.